# Góra

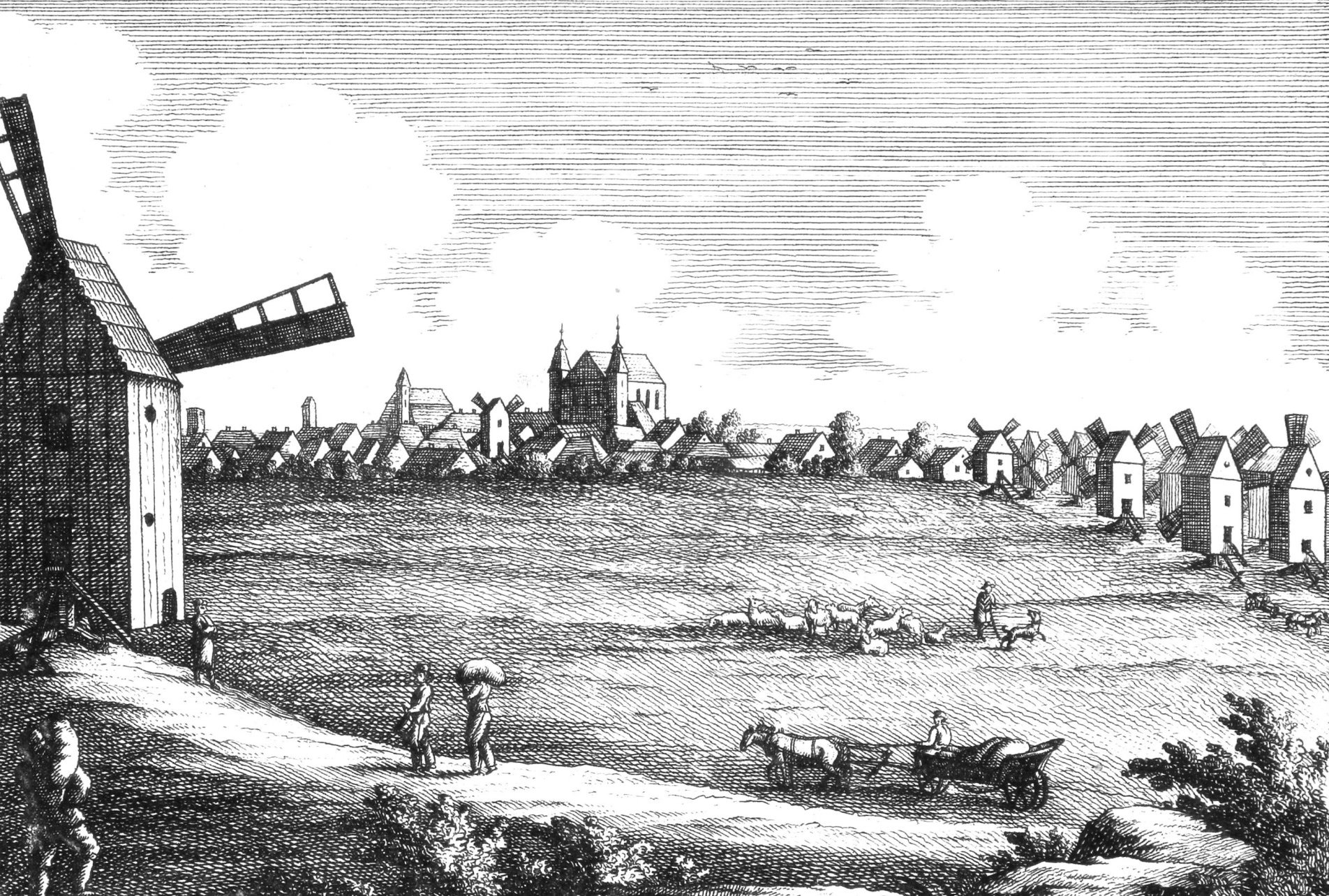
Guhrau um 1819

Góra [ˈgura] (deutsch Guhrau) ist eine Stadt im Powiat Górowski der Woiwodschaft Niederschlesien in Polen. Sie ist zugleich Sitz der Stadt- und Landgemeinde Góra.

## Geographie
Góra liegt 35 km östlich von Głogów (Glogau), 90 km nordwestlich von Breslau, 22 km südlich von Leszno und 24 km nordwestlich von Rawicz.

## Geschichte
Erstmals erwähnt wurde Góra in der Bulle des Papstes Hadrian IV. aus dem Jahr 1155. 1289 wurde dem Ort das Magdeburger Stadtrecht verliehen, 1319 kam er in den Besitz der Schlesischen Piasten. 1336 findet sich erstmals der Name Guhrau. 1506/1508 kam der Ort zu Böhmen. Vom 15. bis zum 17. Jahrhundert war der zur Standesherrschaft Pleß gehörende Ort ein Zentrum der Tuchmacherei. In der zweiten Hälfte des 19. Jahrhunderts war Guhrau vor allem als Stadt der Windmühlen bekannt, da es um 1840 mehr als 80 solcher Mühlen im Stadtgebiet gegeben haben soll.
Nach dem Ersten Schlesischen Krieg 1742 fiel Guhrau mit dem größten Teil Schlesiens an Preußen. Bis 1945 gehörte Guhrau zu Niederschlesien. Guhrau war Verwaltungssitz des Landkreises Guhrau im Regierungsbezirk Breslau. Seit 1879 bestand das Amtsgericht Guhrau.
Am 23. Januar 1945 besetzte die Rote Armee die Stadt, kurz danach wurde sie unter polnische  Verwaltung gestellt. Es begann nun die Zuwanderung polnischer Zivilisten. Die Alteinwohner wurden in der Folgezeit vertrieben.
Von 1946 bis 1975 war Góra Sitz eines Landkreises; seit 1999 ist es wiederum Sitz der Kreisverwaltung.

## Bevölkerungsentwicklung
| Jahr | Einwohner | Anmerkungen                                             |
| ---- | --------- | ------------------------------------------------------- |
| 1890 | 04.557    | davon 3.417 Evangelische, 1.047 Katholiken und 93 Juden |
| 1900 | 04.844    | meist Evangelische                                      |
| 1925 | 05.152    | [ 2 ]                                                   |
| 1933 | 05.422    | [ 2 ]                                                   |
| 1939 | 05.648    | [ 2 ]                                                   |
| 2023 | 10.877    |                                                         |

## Sehenswürdigkeiten

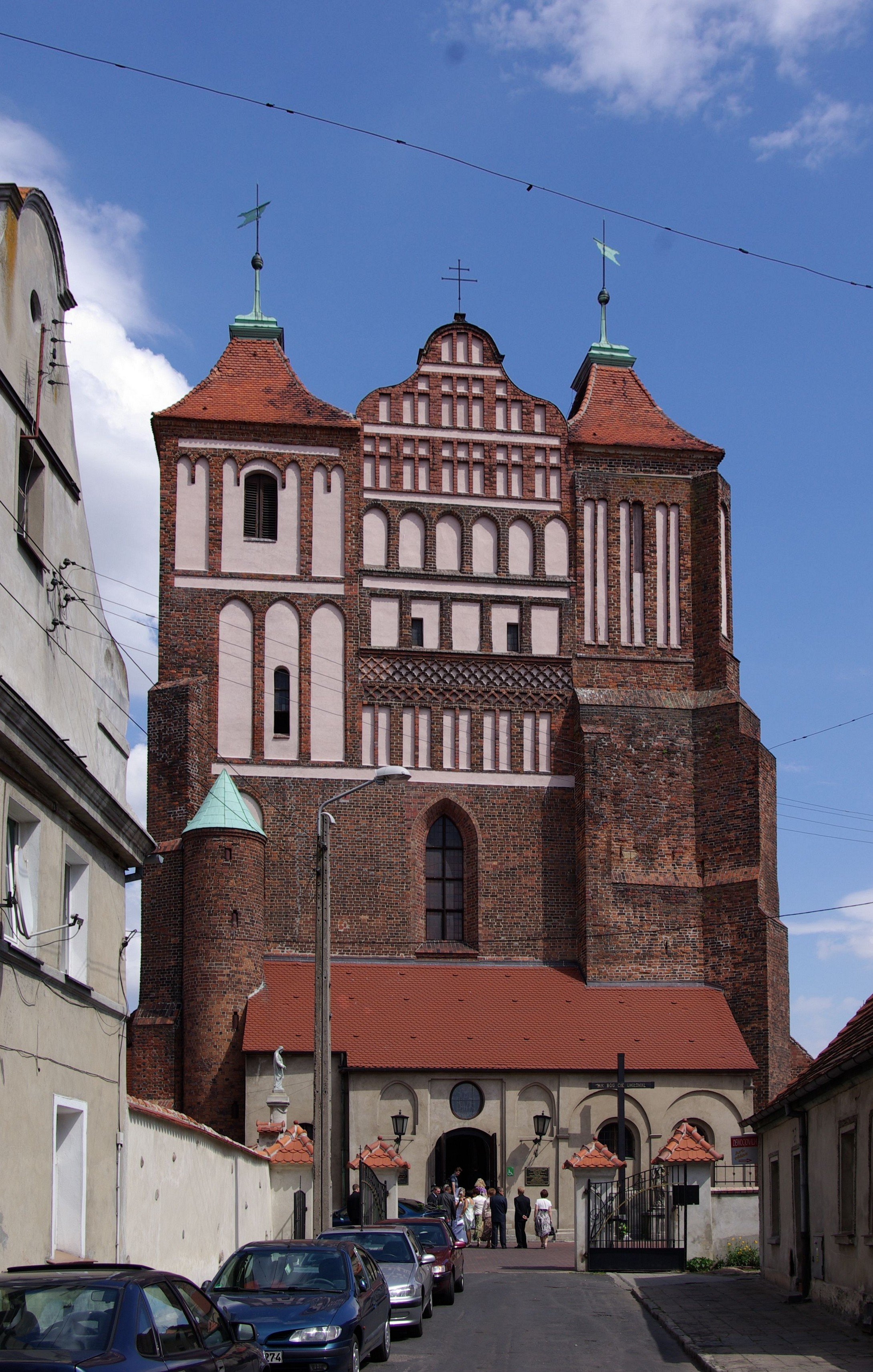
St. Katharina

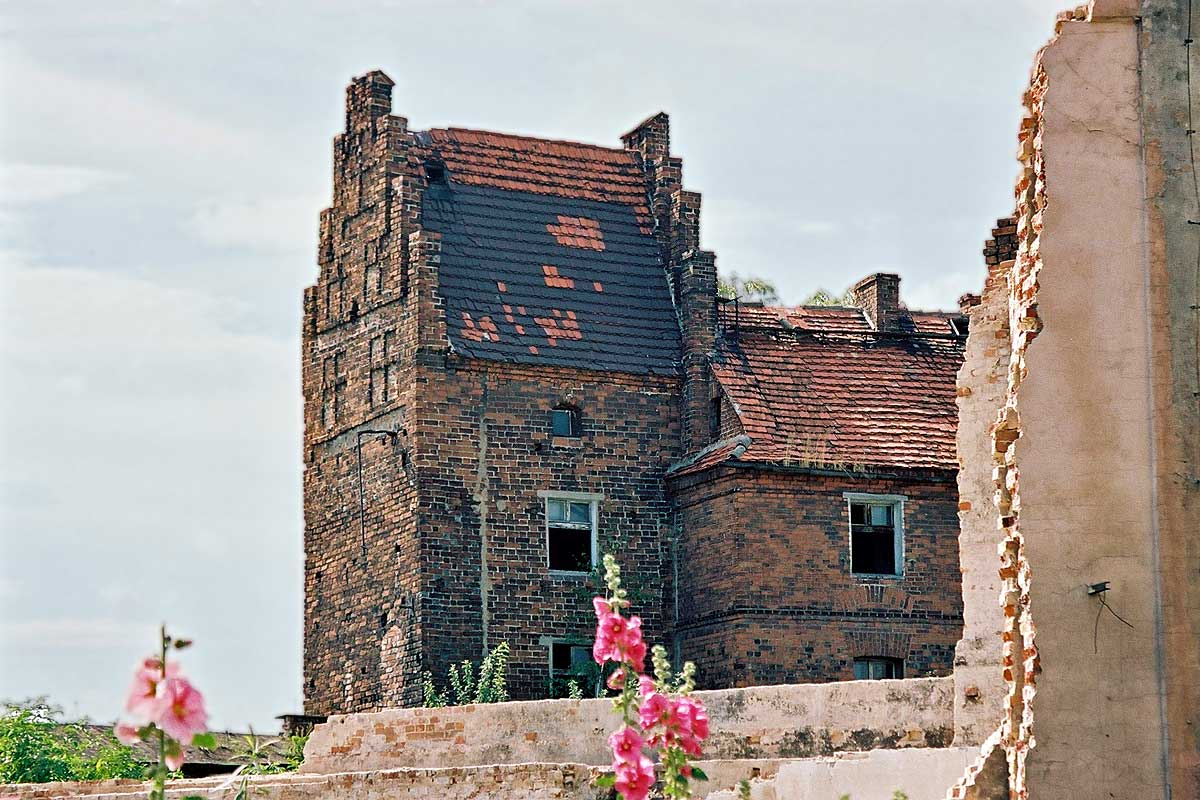
Wehrturm des Schlosses

- Die spätgotische Pfarrkirche St. Katharina (kościół p.w. Św. Katarzyny Aleksandryjskiej) wurde um die Wende des 15. Jahrhunderts zum 16. Jahrhundert in ihrer heutigen Form erbaut und ist das Wahrzeichen der Stadt. Dabei nahm die dreischiffige Backstein-Hallenkirche Elemente des 1457 abgebrannten Vorgängerbaus auf. Die Doppeltürme der reich gegliederten Fassade erreichen nur eine Höhe von 31 m und ragen somit nur wenig über das Dach des Langhauses hinaus. Im Innern findet sich eine reiche Barock- und Rokokoausstattung.
- Die Renaissance-Kirche Corpus Christi (kościół cmentarny Bożego Ciała) wurde um 1566 auf dem Pfarrfriedhof errichtet. Im Innern verdienen die Deckenmalereien und die Renaissancekanzel von 1571 Beachtung. In der Nähe der Kirche wurde seit Ende des 17. Jahrhunderts ein Kalvarienberg angelegt.[4]
- Der Wehrturm, der auch als Gefängnis diente, gilt als Relikt des Schlosses aus dem 14./16. Jahrhundert
- Das Tor mit Glogauer Turm, aus dem 14.–19. Jahrhundert, umgebaut bis 1915
- Häuser vom Anfang des 18. Jahrhunderts, im 19./20. Jahrhundert umgebaut, an der in der ul. Bolesława Chrobrego 22 ul. Piłsudskiego 29 und an der Starogórska 17 und 19 (erste Hälfte 19. Jahrhundert), ul. Ściegiennego 27 (18. Jahrhundert umgebaut 19./20. Jahrhundert)
- Haus mit den Überresten des Polnischen Tores, aus dem 15. Jahrhundert, im 18. und 19./20. Jahrhundert umgebaut, an der ul. Wrocławska 1
- Windmühle in der ul. Sikorskiego 25, aus dem 15./16. Jahrhundert, in der zweiten Hälfte des 19. Jahrhunderts umgebaut
- Schule in der ul. Poznańska 2, die 1923–1928 errichtet wurde
- Stadtmauer, im 15. Jahrhundert aus Backstein errichtet. 1770 wurde mit dem Abbruch der Befestigungen begonnen, den jedoch Fragmente der Anlage überstanden. Ab 1960 wurden die erhaltenen Teile restauriert und teilweise rekonstruiert. Von den vier Stadttoren hat sich nur das Glogauer Tor erhalten, das eine Stundenglocke von 1765 birgt.
- Turm der ehemaligen evangelischen Kirche wurde 1854–1857 erbaut. Es handelt sich um ein 7-stöckiges Gebäude, ohne Keller, mit Steinboden. Die Mauern des Turms wurden aus 120 bis 75 cm dicken Ziegeln errichtet. Die Außenseite besteht aus Vormauerziegeln, die Innenseite aus Vollziegeln mit Kies- und Kalkputz. Die Höhe des Turms bis zur Dachoberkante beträgt 37,56 m. Im Jahr 2019 wurde der Turm wieder geöffnet. Die ursprünglich im Jahre 1748 als Fachwerk konstruierte Evangelische Kirche wurde nach einem Brand im Jahre 1759 unter Verwendung des erhaltenen Turms 1774 wieder aufgebaut. Sie ist nicht erhalten geblieben.[5]

## Städtepartnerschaften
Góra unterhält Städtepartnerschaften mit:
- Herzberg am Harz (Niedersachsen) seit 1993

Der Stadt- und Landgemeinde Góra gehören neben dem namensgebenden Hauptort 35 weitere Orte auf einer Fläche von 268,74 km² an.

## Wappen und Flagge
Das Wappen der Gemeinde Góra zeigt die heilige Katharina von Alexandria mit ihren Attributen (Schwert und knochenbrechendes Rad) zwischen zwei Türmen auf weißem Hintergrund. Die Góra-Flagge in Form eines Rechtecks trägt in der oberen linken Ecke auf weißem Grund das Góra-Wappen, die Farben in Form von Dreiecken (Hellblau, Grün, Gelb und Rot) beziehen sich auf die im Wappen verwendeten Farben.

## Verkehr
In Góra kreuzen sich die Straßen Nr. 324  und Nr. 323 von Leszno nach Lubin.
Góra hat einen alten mittlerweile geschlossenen Bahnhof, der letzte Zug fuhr am 10. Dezember 2011. Zwei Tage später wurde aufgrund des Baus der Schnellstraße S5 ein Teil der Gleise abgebaut, wodurch der Bahnhof vom Eisenbahnnetz abgeschnitten wurde. Der Bahnhof wurde unter der Bezeichnung „Guhrau 1885“ eröffnet.

## Persönlichkeiten

### Söhne und Töchter der Stadt
- Valentin Triller (1493–1573), deutscher Pfarrer sowie Autor und Komponist von Kirchenliedern
- Sebastian Hempel (1593–1650), deutscher Jurist, Direktor des Hofgerichts Stettin
- Heinrich Held (1620–1659), deutscher Rechtsanwalt und Kirchenlieddichter
- Ernst Gustav von Held (1766–1851), preußischer Generalleutnant und erster Kommandant des Invalidenhauses
- Ernst Louis Otto Nerreter (1809–1880), evangelischer Theologe und Abgeordneter
- Ludwig Herzfeld (1819–1911), deutscher Rechtsanwalt
- Carl August Flickschu (1821–1888), deutscher Kaufmann, Tuchfabrikant und Stadtrat
- Emil von Pfuhl (1821–1894), preußischer Generalleutnant
- Benno von Arent (1823–1899), königlich-preußischer Generalleutnant
- Louis Wandelt (1823–1871), Pianist und Musikpädagoge
- Wilhelm Neumann (1826–1907), Architekt und Baubeamter
- Paul Stankiewicz (1834–1897), Maler und Verleger
- Benno Schulze (1836–1882), Jurist und Mitglied des Deutschen Reichstags
- Augustin Rösler (1851–1922), deutscher römisch-katholischer Theologe
- Benno Erdmann (1851–1921), deutscher Philosoph
- Alfred von Goßler (1867–1946), deutscher Jurist und Politiker
- Georg von Dehn-Schmidt (1876–1937), deutscher Diplomat
- Alfred Herfurth (1889–1946), deutscher Handwerkskammer-Syndikus und Mitglied des Badischen Landtages
- Alfred Noske (1894–1957), deutscher Schriftsteller und Politiker
- Wilhelm Klemm (1896–1985), deutscher Chemiker, Rektor der Universität Münster
- Werner Naumann (1909–1982), Staatssekretär im Reichsministerium für Volksaufklärung und Propaganda
- Herbert Wehnelt (1918–2007), deutscher Generalleutnant
- Siegfried George (1933–2017), deutscher Didaktiker
- Georg Hirschbrich (1939–2012), römisch-katholischer Geistlicher
- Andreas Fritsch (* 1941), deutscher Altphilologe
- Volker Ronge (* 1943), deutscher Soziologe, ehemaliger Rektor der Bergischen Universität Wuppertal
- Hajo Funke (* 1944), deutscher Politikwissenschaftler, emeritierter Professor an der Freien Universität Berlin
- Karol Kulczycki (* 1966), polnischer Ordensgeistlicher, Bischof von Port Pirie in Australien
- Jarosław Gromadziński (* 1971), Generalleutnant des Heeres der Polnischen Streitkräfte
- Radosław Kałużny (* 1974), polnischer Fußballspieler

### Persönlichkeiten mit Bezug zu Góra
- Julius Schmundt (1815–1894), preußischer Militärarzt; lebte und praktizierte zuletzt in Guhrau, wo er auch verstarb.